# ORP Błyskawica
ORP Błyskawica (с пол. — «Молния») — эсминец типа «Гром», состоявший в ВМС Польши в 1937—1976 годах. Ныне стоит в порту Гдыни как корабль-музей. В годы Второй мировой войны был одним из самых современных эсминцев мира. Является вторым из кораблей класса «Гром» наравне с эсминцем «Гром». Самый старый из эсминцев времён Второй мировой, прошедших всю войну и сохранившихся до наших дней. Единственное судно, награждённое орденом Virtuti Militari.

## История

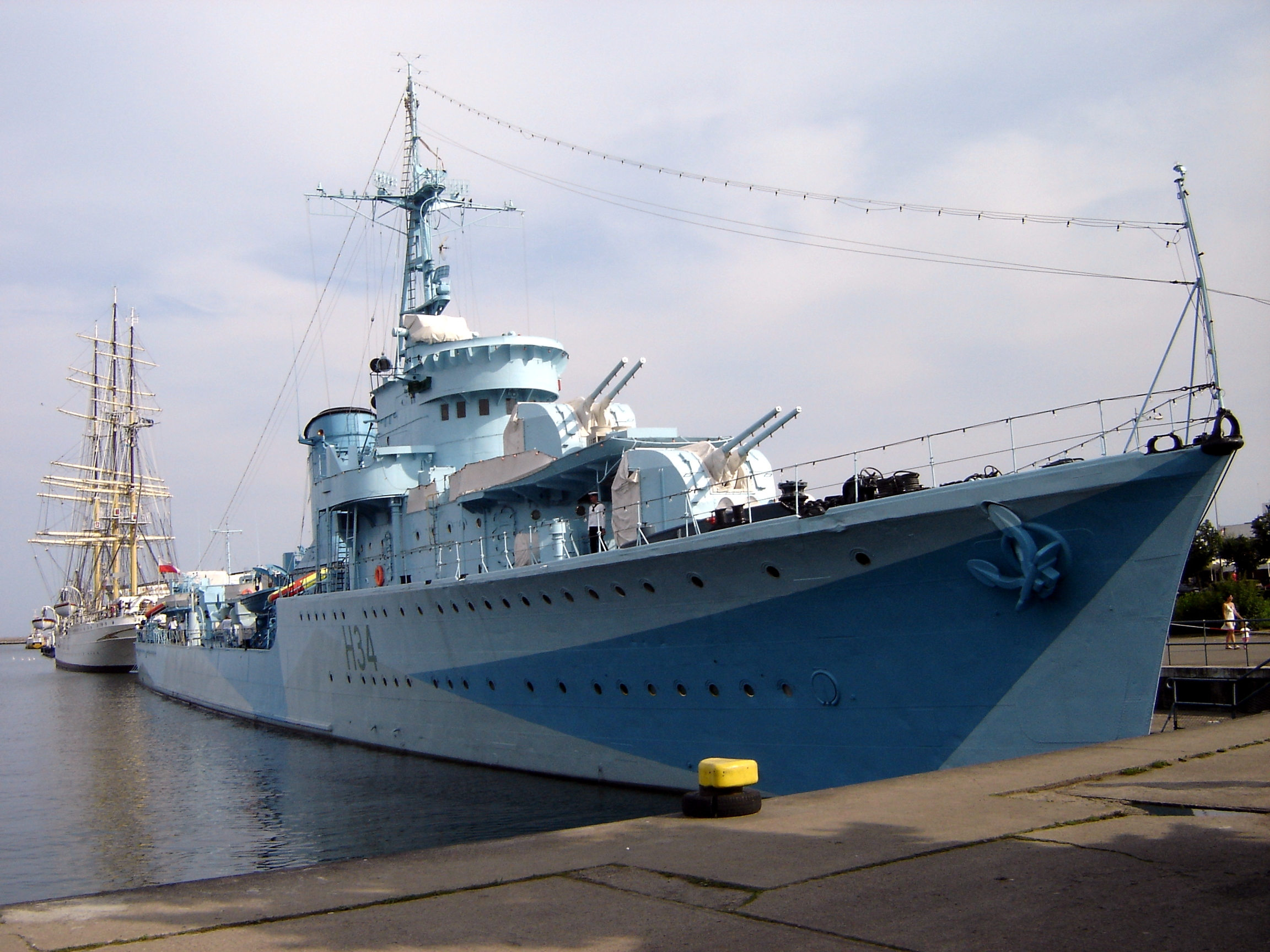
Корабль в камуфляжной окраске 1941—1942 годов

### Служба в ВМС Польши
В сентябре 1935 года на верфях J. Samuel White & Co. Ltd (Каус, Великобритания) был заложен эскадренный миноносец «Блыскавица», строительство которого велось специально для польского флота. 1 октября 1936 года корабль был спущен на воду, а 25 ноября 1937 года в Гдыне состоялось торжественное поднятие флага и введение корабля в строй. Во время вторжения в Польшу он не принимал участия в боях, так как 30 августа 1939 вместе с «Громом» и «Бурей» по приказу начальника штаба ушел в Великобританию.
Все три польских корабля немедленно присоединились к операциям союзников. 7 сентября «Блыскавица» безуспешно атаковала подводную лодку, а 18 сентября вышла из Ливерпуля для сопровождения конвоя в Польшу. Однако спустя пять дней экипаж получил сообщение, что границы Польши закрыты, и привел конвой в Гибралтар, затем вернулся в Британию. В конце сентября начал патрулировать южную часть Западных подходов, но вскоре выяснилось, что корабль непригоден для Атлантики, поэтому был снят с патрулирования и поставлен на верфь для облегчения, затем переведен в Харвич, откуда делал выходы в Северное море.
В апреле 1940 года оба корабля типа «Гром» перебазировались в Росайт, откуда совершали рейды в Норвегию и обстреливали Нарвик. 5 мая эсминец «Гром» был потоплен авиацией, а «Блыскавица» чуть не была уничтожена подлодкой U-9: торпеда взорвалась в 100 метрах от эсминца, что ввело немцев в заблуждение и они сочли, что «Блыскавица» потоплена. 12 мая она отступила в Скапа-Флоу, откуда снова вернулась в Харвич. С 26 мая по 4 июня принимала участие в Дюнкерской спасательной операции, в ходе которой уцелевшие сухопутные войска союзников покидали континентальную Европу.
Весной 1942 года «Блыскавица» перешла в Каус. В ночь с 4 на 5 мая корабль под командованием командор-поручика Войцеха Францкого отбивал авианалёт на город, а экипаж корабля сумел восстановить разрушенные постройки и провести ремонт на месте. В Каус установлена памятная табличка в честь этого события, а с 2004 года одна из площадей носит имя Францкого. В ноябре 1942 года в рамках операции «Факел» корабль принял участие в сопровождении конвоев с десантами союзников, отбив авианалёт и участвовав в уничтожении нескольких подлодок близ Беджаи. До осени 1943 года корабль выполнял походы в Средиземное море, сопровождая конвои в Северной Атлантике.
6 июня 1944 года корабль принял участие в операции «Оверлорд». Польские корабли активно участвовали в морских боях: в составе 10-й флотилии в ночь с 8 на 9 июня они приняли участие в бою при Уэссане против 6-й флотилии эсминцев Кригсмарине. После четырёх часов боя польские «Блыскавица» и «Перун» вместе с британскими и канадскими эсминцами смогли уничтожить немецкий Z32 и ZH1 голландской постройки, захваченный немцами в 1940 году. «Блыскавица» закончила боевой путь участием в уничтожении трофейных подлодок немцев. До 28 мая 1946 года корабль временно входил в состав Королевского флота, а в июле 1947 вернулся в Польшу и был передан польским ВМС..
С сентября 1949 по апрель 1950 корабль прошёл ремонт и перевооружение, в ходе которого на него поставили советские 100-мм орудия Б-24, а в октябре 1957 и апреле 1961 года прошёл капитальные ремонты, благодаря которым в 1964 и 1966 годах эсминец заслуживал звание лучшего корабля ВМС Польши. Однако он не мог служить вечно: 9 августа 1967 года произошёл прорыв пара в котельной, и семь моряков погибли. Эксперты объявили что новый ремонт не оправдан, и в этой ситуации 13 июня 1969 года корабль был отбуксирован в Свиноуйсьце, где стал плавучей батареей.
- Бортовой номер:
  - 1937—1939: —
  - 1939—1947: H34
  - 1947—1959: 51
  - 1960—1994: 271
  - с 1994: H34

### Корабль-музей

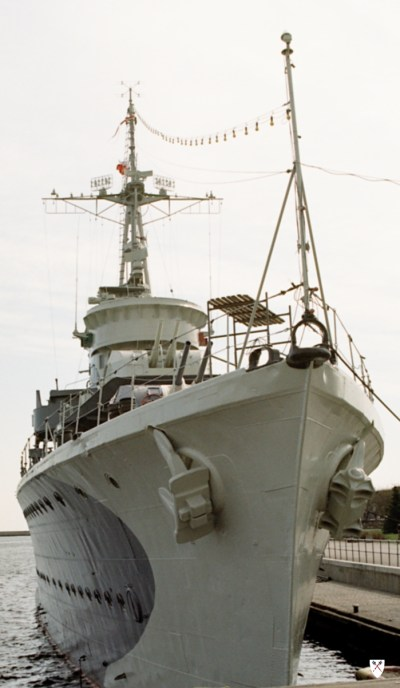
Вид с носа

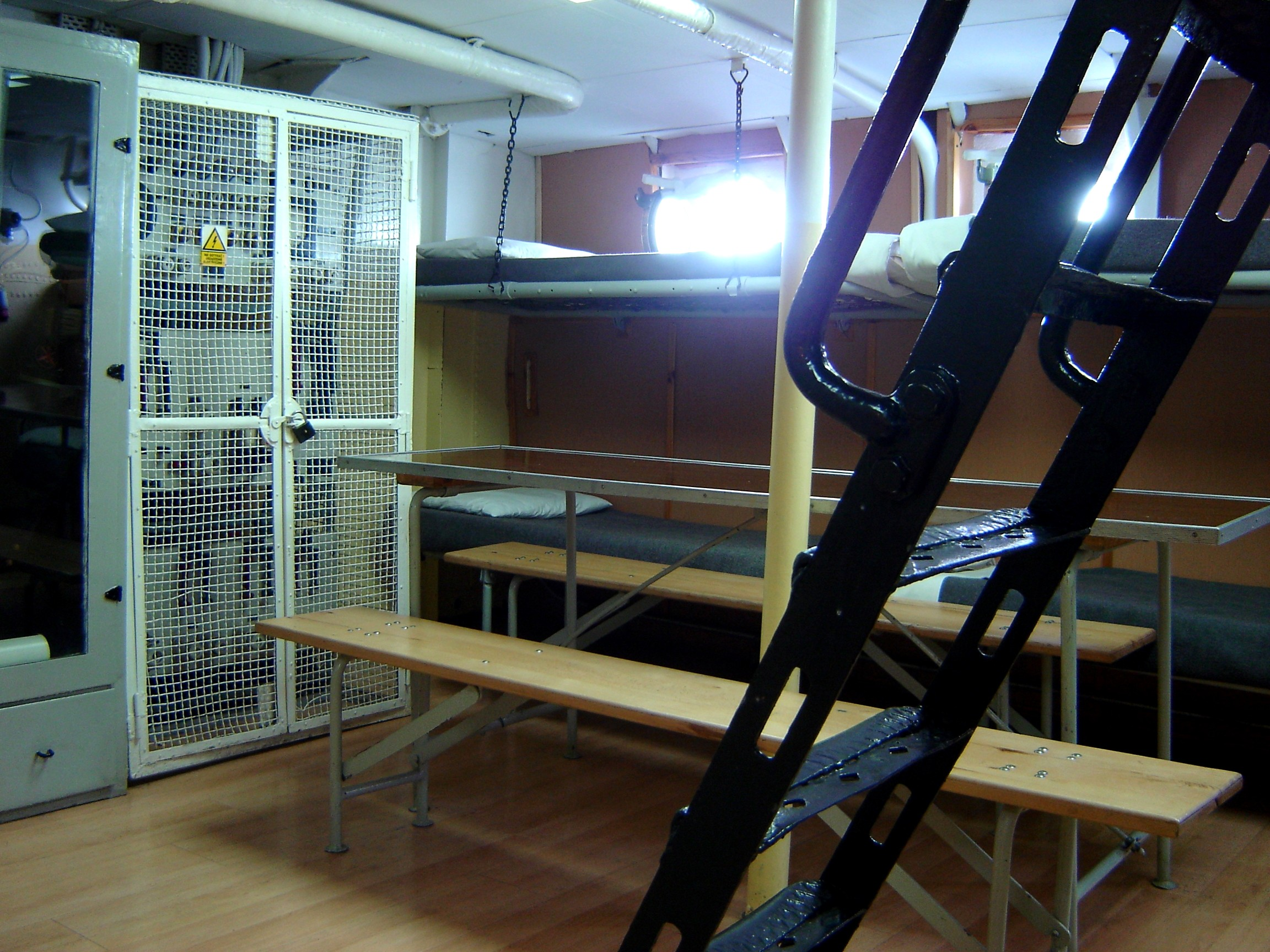
Кубрик

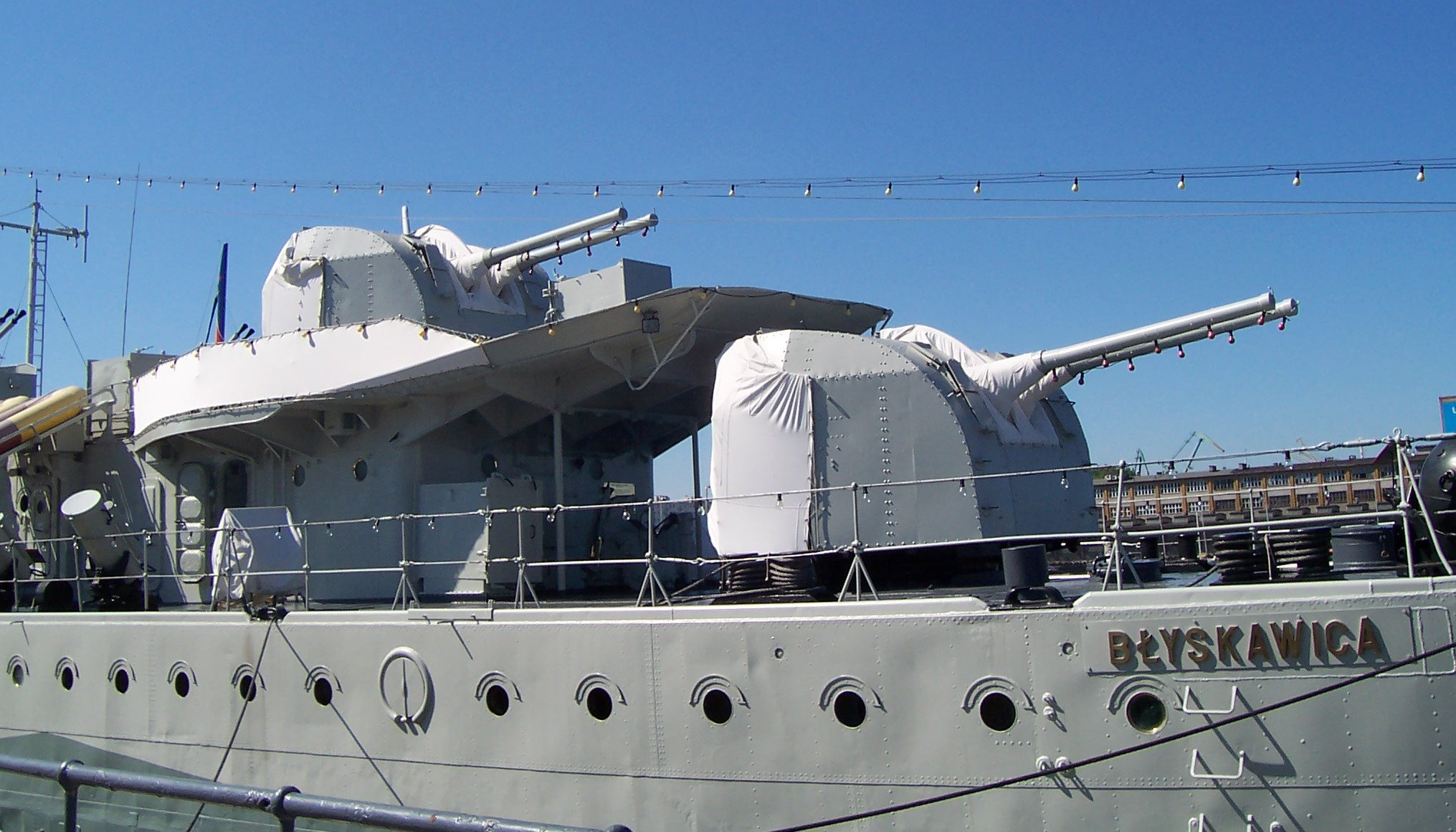
Двухорудийные артустановки калибра 100 мм

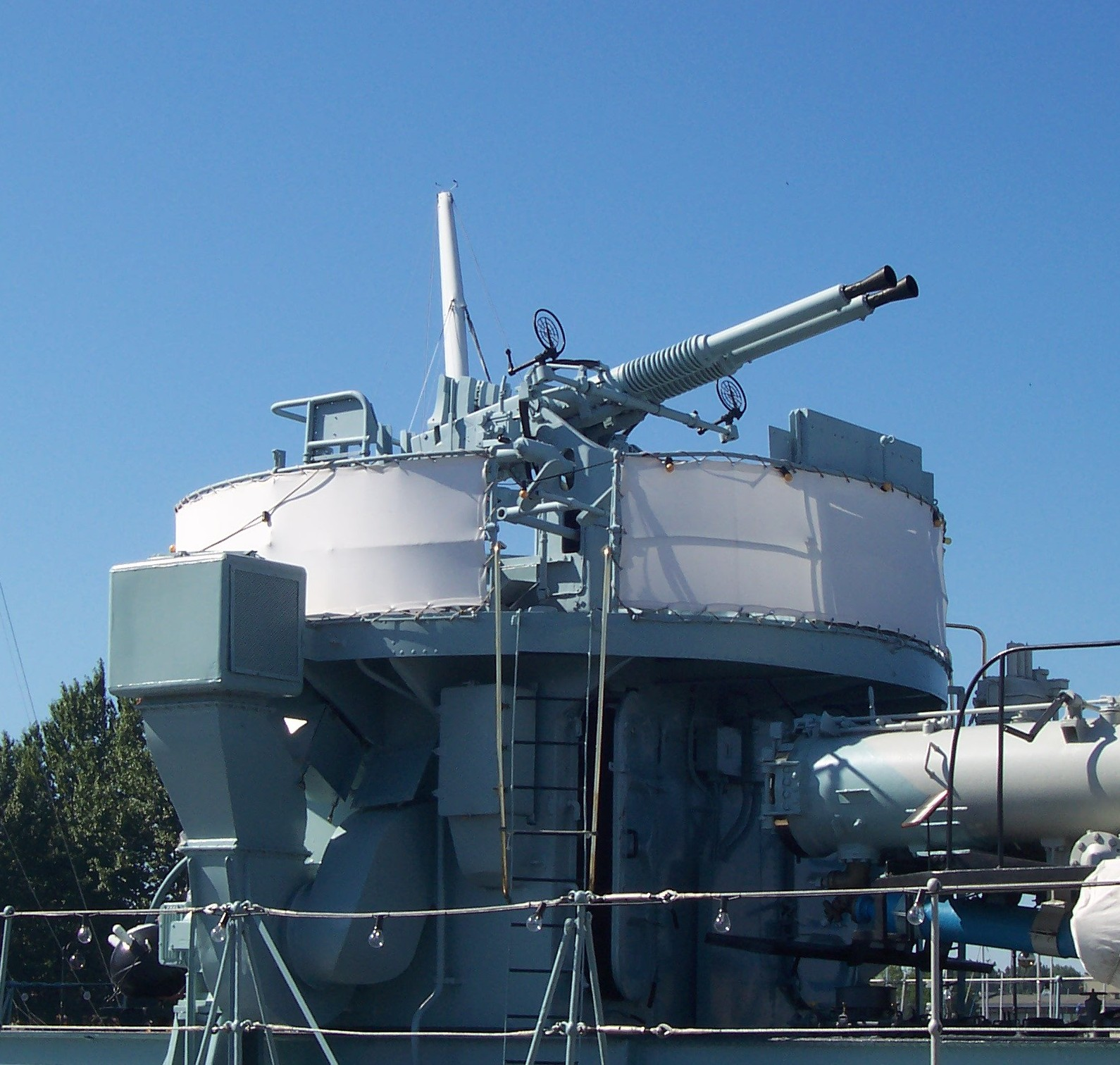
Зенитка Bofors калибра 40 мм

В 1975 году корабль был выведен из состава флота, 1 мая 1976 в Гдыне «Блыскавица» поставлена на стоянку около площади Костюшко и теперь является кораблём-музеем. 28 июня 1987 за особые заслуги награждён Золотым крестом военного ордена Virtuti Militari. В период с 24 февраля 2004 до 10 января 2006 на корабле вёлся ремонт: более 30 % корпуса было отреставрировано, корабль был также перекрашен..
В июле 2006 года в Гдыне была проведена церемония, в ходе которой «Блыскавица» и канадский эсминец HMCS Haida стали кораблями-побратимами. Haida также входил в 10 флотилию и участвовал в боях у острова Уэссан. Дожившие до тех дней члены экипажей встретились в торжественной обстановке в Гдыне, и через год в Канаде. 25 сентября 2007 корабль был назван на выставке The World Ship Trust «исторически важным кораблём».
В кормовых отсеках корабля размещена основная часть музея ВМС Польши. Корабль открыт для посещения с 1 мая до середины ноября ежедневно, кроме понедельника, праздничных и выходных дней с 10 до 13 и с 14 до 17 часов. В 1970—1980-х годах корабль посещали около 200 тысяч человек в год. В последующие годы посещаемость снизилась, например, в 1995 году было продано чуть более 70 000 билетов.

## Технические данные

### Конструкция
Уникальная схема расположения движителей: 2 гребных  винта  в диаметральной плоскости

### Вооружение

#### До лета 1939
- 7 × 120-мм корабельные орудия Bofors wz. 34/36
- 2 × 40-мм спаренные автоматы Bofors wz. 36
- 4 × 13,2-мм спаренные тяжёлые зенитные пулемёты Hotchkiss wz. 30
- 2 трёхтрубных 550-мм торпедных аппарата для торпед калибром 533 мм
- 2 кормовых бомбосбрасывателя, 20 глубинных бомб wz. BH 200, 44 морских мины

#### Лето 1939 — лето 1941
- Сохранилось то же самое вооружение, что и до лета 1939
- 7,7-мм зенитный пулемёт Lewis

#### Ноябрь 1941 — апрель 1942
- 4 × 102-мм двухорудийные универсальные артустановки (орудия QF Mk.XVI) на фундаментах Mk.XIX
- 2 × 40-мм спаренные зенитные автоматы Bofors
- 4 × 20-мм зенитные автоматы Эрликон
- 2 трёхтрубных 550-мм торпедных аппарата для торпед калибром 533 мм
- 4 бортовых бомбомёта
- 2 кормовых бомбосбрасывателя

#### Апрель 1942—1951
- 4 × 102-мм двухорудийные универсальные артустановки (орудия QF Mk.XVI)
- 1 × 102-мм орудие
- 2 × 40-мм спаренные зенитные автоматы Bofors
- 4 × 20-мм зенитные автоматы
- 2 трёхтрубных 550-мм торпедных аппарата для торпед калибром 533 мм
- 4 бортовых бомбомёта
- 2 кормовых бомбосбрасывателя

#### 1951—1973
- 4 × 100-мм двухорудийные универсальные артустановки (орудия Б-24)
- 4 × 37-мм спаренные зенитные автоматы
- 2 × 37-мм одиночные зенитные автоматы
- 4 бортовых бомбомёта
- 2 кормовых бомбосбрасывателя

#### С 1973 года
- 4 × 100-мм двухорудийные универсальные артустановки (орудия Б-24)
- 1 спаренный 40-мм зенитный автомат Bofors
- 4 × 37-мм спаренные зенитные автоматы
- 2 × 37-мм зенитные автоматы
- 1 трёхтрубный 533-мм торпедный аппарат
- 4 бортовых бомбомёта
- 2 кормовых бомбосбрасывателя
- 2 контактные мины wz. 08/39